# Rónald González
Rónald Alfonso González Brenes (ur. 8 sierpnia 1970 w San José) – kostarykański piłkarz grający na pozycji obrońcy.

## Kariera klubowa
Karierę piłkarską González rozpoczął w klubie Deportivo Saprissa z rodzinnego San José. W sezonie 1988/1989 zadebiutował w jego barwach w kostarykańskiej Primera División. Zarówno w 1989, jak i 1990 roku został z nim mistrzem kraju. Latem 1990 przeszedł do jugosłowiańskiego Dinama Zagrzeb. Rozegrał 5 spotkań w pierwszej lidze Jugosławii i po sezonie wrócił do Deportivo Saprissa, gdzie był kapitanem. W latach 1994, 1995, 1998 wywalczył z Deportivo trzy tytuły mistrza kraju. W 1993 i 1995 roku wygrał z nim Puchar Mistrzów CONCACAF, a w 1998 Copa Interclubes UNCAF.
W 1998 roku González odszedł do gwatemalskiego CSD Comunicaciones. W lidze gwatemalskiej grał przez trzy lata. W sezonie 1998/1999 wywalczył mistrzostwo Gwatemali. Jesienią 1999 roku został mistrzem fazy Apertura, a w 2001 roku – fazy Clausura.
W 2001 roku González wrócił do Deportivo Saprissa. W 2004 i 2006 zostawał z nim mistrzem kraju. W 2003 roku zdobył Copa Interclubes UNCAF, a w 2005 roku Puchar Mistrzów. W tamtym roku zajął z Deportivo 3. miejsce w Klubowym Pucharze Świata. Latem 2006 roku zakończył karierę piłkarską.

## Kariera reprezentacyjna
W reprezentacji Kostaryki González zadebiutował w 1990 roku. W tym samym roku został powołany przez selekcjonera Velibora Milutinovicia do kadry na Mistrzostwa Świata we Włoszech. Tam był podstawowym zawodnikiem swojej drużyny i wystąpił w 4 spotkaniach: ze Szkocją (1:0), z Brazylią (0:1), ze Szwecją (2:1) i w 1/8 finału z Czechosłowacją (1:4). W tym ostatnim strzelił gola i stał się wówczas najmłodszym strzelcem bramki w historii mistrzostw świata. Od 1990 do 2000 roku rozegrał w kadrze narodowej 65 spotkań i zdobył 5 goli.
W 1989 roku González był kapitanem reprezentacji U-20 na młodzieżowych Mistrzostwach Świata w Arabii Saudyjskiej.

## Kariera menadżerska
Po przejściu na emeryturę jako zawodnik, González zaczął trenować i był odpowiedzialny za reprezentację Kostaryki w piłce nożnej do lat 20 i działał jako opiekun starszej reprezentacji narodowej. W grudniu 2011 roku został ogłoszony menedżerem swojego byłego klubu Comunicaciones. W grudniu 2012 r. González poinformowano, że opuścił Comunicaciones dla Saprissy[14], z którą został 61. zdobywcą tytułu mistrzowskiego w Kostaryce w maju 2014 r. We wtorek 30 września Saprissa ogłosiła, że odcięła Gonzáleza od zarządzania zespołem.